# Reggenza di Boven Digoel
La reggenza di Boven Digoel (in indonesiano: Kabupaten Boven Digoel) è una reggenza dell'Indonesia, situata nella provincia di Papua meridionale.